# Nīlokheri
Nīlokheri är en ort i Indien.   Den ligger i distriktet Karnāl och delstaten Haryana, i den norra delen av landet, 140 km norr om huvudstaden New Delhi. Nīlokheri ligger 256 meter över havet och antalet invånare är 17 360.
Terrängen runt Nīlokheri är mycket platt. Runt Nīlokheri är det tätbefolkat, med 659 invånare per kvadratkilometer. Närmaste större samhälle är Karnāl, 16,8 km söder om Nīlokheri. Trakten runt Nīlokheri består till största delen av jordbruksmark.